# Vriesea calimaniana
Vriesea calimaniana är en gräsväxtart som beskrevs av Elton Martinez Carvalho Leme och Walter Till. Vriesea calimaniana ingår i släktet Vriesea och familjen Bromeliaceae. Inga underarter finns listade i Catalogue of Life.